# Theodore Leslie Shear

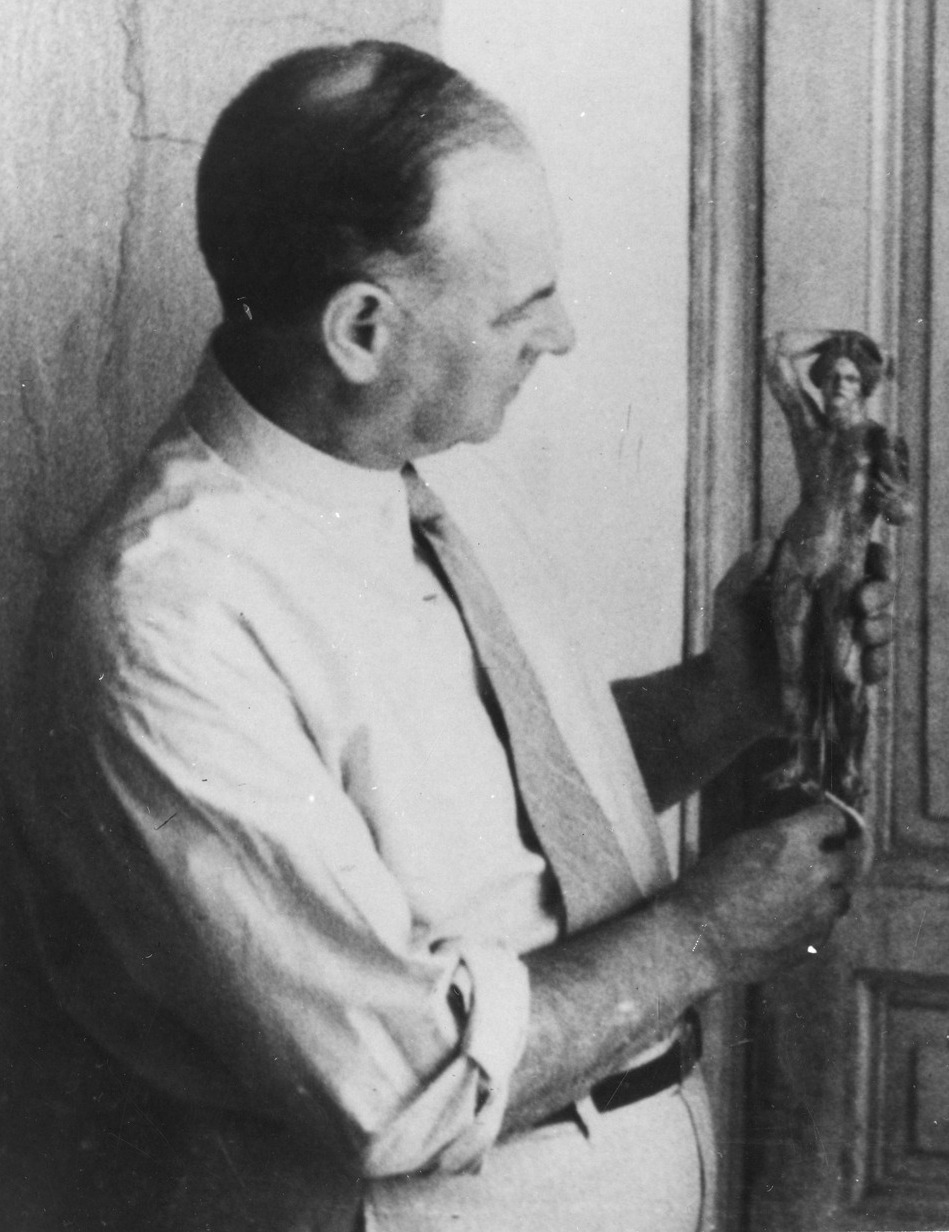
Theodore Leslie Shear (1936)

Theodore Leslie Shear (* 11. August 1880 in New London, New Hampshire; † 3. Juli 1945 am Lake Sunapee, New London, New Hampshire) war ein amerikanischer Klassischer Archäologe.
Thedore Leslie Shear, Sohn von Theodore R. Shear (1847–1909) und Mary Louise Quackenbush, besuchte die Halsey Collegiate School in New York. Er studierte ab 1896 an der New York University (A.B. 1900; A.M. 1901). Ab 1901 studierte er an der Johns Hopkins University in Baltimore insbesondere bei dem Klassischen Philologen Basil L. Gildersleeve und wurde dort 1904 promoviert. Anschließend verbrachte er ein Jahr an der American School of Classical Studies at Athens und studierte 1905/6 an der Universität Bonn bei Georg Loeschcke. 1906 wurde er Instructor in Greek and Latin am Barnard College in New York, von 1911 bis 1923 lehrte er als Associate Professor in Greek an der Columbia University. Ab 1921 war er Lecturer in Art and Archaeology an der Princeton University, wo er von 1928 bis zu seinem Tode als Professor für Klassische Archäologie lehrte.
1911 grub er in Knidos, 1922 leitete er die Grabungen in Sardes und führte eine Grabung auf dem Hymettos durch, von 1925 bis 1931 leitete er die Grabungen der American School of Classical Studies at Athens in Korinth. 1931 begann er im Auftrag der American School die von John D. Rockefeller finanzierten Ausgrabungen auf der Agora von Athen, die 1939 in Folge des Krieges vorläufig eingestellt werden mussten. Innerhalb kürzester Zeit wurde unter seiner Leitung der Marktplatz des antiken Athen freigelegt, unterstützt von einer Gruppe junger Archäologen, darunter Homer A. Thompson, Eugene Vanderpool, Benjamin D. Meritt, Dorothy Burr, Virginia Grace, Lucy Talcott, Alison Frantz, Piet de Jong, Margaret Crosby, Rodney Young und John Travlos. 1934 wurde Shear in die American Academy of Arts and Sciences gewählt.
Verheiratet war Shear ab 1907 in erster Ehe mit Nora Cornelia Jenkins († 1927), in zweiter Ehe ab 1931 mit der Archäologin Josephine Platner (1901–1967). Ihr Sohn ist der Archäologe T. Leslie Shear, Jr. (1938–2022), der von 1968 bis 1994 ebenfalls Leiter der Ausgrabungen auf der Athener Agora war.

## Veröffentlichungen (Auswahl)
- The Influence of Plato on Saint Basil. Furst, Baltimore 1906 (Digitalisat; handschriftliche Fassung, = Dissertation).
- Architectural terra-cottas (= Sardis Bd. 10, 1). Brill, Leiden 1926.
- The Roman Villa. (= Corinth. Results of excavations Bd. 5). Harvard University Press, Cambridge, Mass. 1930.